# Camden Russell
Camden Noah Russell (ur. 29 czerwca 2000) – amerykański zapaśnik walczący w stylu klasycznym. Srebrny medalista mistrzostw panamerykańskich w 2024 roku.
Zawodnik Millard West High School z Omaha, a także Iowa Western Community College.